# Подвисока
Подвисока́ (словац. Podvysoká) — село в окрузі Чадця Жилінського краю Словаччини. Станом на січень 2017 року в селі проживало 1313 людей.

## Населення
| Рік:            | 1994. | 2004.    | 2014.   | 2024.   |
| --------------- | ----- | -------- | ------- | ------- |
| Кількість осіб: | 1095  | 1213     | 1326    | 1347    |
| Різниця:        |       | +10,77 % | +9,31 % | +1,58 % |

| Рік:            | 2023. | 2024.   |
| --------------- | ----- | ------- |
| Кількість осіб: | 1359  | 1347    |
| Різниця:        |       | -0,88 % |